# 小行星3189
小行星3189（3189 Penza）是一颗围绕太阳公转的小行星。1978年9月13日，尼古拉·切爾尼赫在克里米亚发现了此天体。
該小行星以俄羅斯的城市奔萨命名。
这颗小行星的绝对星等为190.2520334289324等。